# میساکی یاماگوچی
میساکی یاماگوچی (انگلیسی: Misaki Yamaguchi؛ زادهٔ ۲۰ ژانویهٔ ۱۹۹۰) ورزشکار ورزش شنا اهل ژاپن است.
وی در مسابقات کشوری و بین‌المللی در مجموع برندهٔ ۱ مدال نقره، ۱ مدال برنز شده‌است.